# ملاباشی
ملّاباشی روستایی است که در استان اردبیل، شهرستان اردبیل، بخش مرکزی، دهستان بالغلو قرار دارد و امروزه بیشتر ظاهری شهری دارد و با توجه به چسبیدگی آن به اردبیل یکی از محلات شهرستان اردبیل محسوب میشود.و شهرکهای کارشناسان بسیجیان و دولتی بخشهایی از ملاباشی است.
ملاباشی از دیر باز مهد علما و عارفان بوده است و‌‌‌‌‌‌  به نقل معتبر از اهالی، در زمان صفویه سمتدار 《ملاباشی》 شیخ صفی الدین اردبیلی در این محل سکونت داشته بنابرین ملاباشی نام نهاده شده است.

## جمعیّت
بر اساس سرشماری سال ۱۳۸۵ جمعیّت این روستا ۳۵۳۱ نفر با ۸۳۰ خانوار بوده‌است.